# Talento

O jovem Mozart e seu piano: símbolo de talento musical

Talento, palavra de origem latina, é a inclinação natural de uma pessoa a realizar determinada atividade. O talento facilita o sucesso nesta atividade.
A palavra tem origem no Cristianismo, e é uma referência à Parábola dos Talentos. Na parábola, um homem entrega a três servos, respectivamente, cinco talentos, dois talentos e um talento; os dois primeiros investiram o dinheiro e dobraram o capital, porém o terceiro enterrou o talento e o devolveu ao seu senhor. Os dois primeiros recebem elogios, mas o terceiro é punido.